# Glyceria lithuanica
Glyceria lithuanica là một loài thực vật có hoa trong họ Hòa thảo. Loài này được (Gorski) Gorski mô tả khoa học đầu tiên năm 1849.